# Eva Stories
Eva Stories (Истории Евы) — веб-сериал на основе дневников еврейской девочки Евы Хейман, размещенный в Instagram в формате Stories. Проект запущен 1 мая 2019 года в память о евреях, ставших жертвами нацизма. Авторы веб-сериала — израильский миллиардер Мати Кохави и его дочь Майя. Создание сериала, адаптированного под формат социальной сети Instagram, — это провокационная попытка вовлечь молодое поколение в изучение истории Холокоста. Мати Кохави объясняет: «Если мы хотим донести память о Холокосте до молодого поколения, мы должны делать это там, где молодежь. Она в Instagram».
Авторы представили, что вместо ручки и бумаги у Евы Хейман был смартфон, и именно с его помощью она документировала происходящее в 1944 году. Проект носит слоган: «Что, если бы у девочки из Холокоста был Instagram?». Также в дневниках Ева писала, что мечтала стать новостным фотографом. Авторы утверждают, что приблизились к воплощению её мечты.
Аккаунт Eva Stories привлёк внимание полутора миллионов пользователей соцсети и вызвал противоречивую реакцию: представление серьёзных исторических событий в интерактивном формате с использованием эмодзи и хештегов показалось некоторым критикам оскорбительным.

## Биография Евы Хейман
Еву Хейман также называют «венгерской Анной Франк». Ева начала вести дневник в её тринадцатый день рождения 13 февраля 1944 года (в том же году нацисты захватили Венгрию). Город, в котором она родилась, известен как Надьварад. Сегодня он носит название Орадя и находится на территории Румынии.
Ева росла в ассимилированной еврейско-венгерской семье. Родители — мать Агнес, которую она нежно называла Аги, и отец Бела Хейман — развелись. Еву воспитывали бабушка и дедушка, которые держали аптеку. Страницы дневника Евы полны переживаний из-за разрыва родителей.
Ева Хейман стала одной из 430 тысяч жителей Венгрии, отправленных в концлагеря с 15 мая по 9 июля 1944 года.
Дневник Евы заканчивается 30 мая 1944 года — за три дня до депортации её и её семьи в Освенцим, где она погибла 17 октября 1944 года в газовой камере.
Накануне депортации она сумела передать дневники своей подруге Маришке. Впоследствии их обнаружила её мать, вывезенная из зоны оккупации так называемым поездом Кастнера.

## Воплощение проекта
Eva Stories — это Instagram-аккаунт с 70-ю Stories, короткими вертикальными видео до 15 секунд. Аккаунт набрал популярность ещё до запуска. На него подписалось 200 000 человек в результате агрессивной маркетинговой кампании, которая включала рекламные щиты и онлайн-продвижение в аккаунтах знаменитостей в социальных сетях. В частности проект поддержали актриса Галь Гадот («Чудо-женщина») и стендап-комик Сара Сильверман. Также проект одобрил политический деятель Израиля премьер-министр Биньямин Нетаньяху. После запуска 1 мая 2019 года аккаунт набрал более полутора миллионов подписчиков.
Съемки Eva Stories проходили на Украине, преимущественно во Львове. В них были задействованы 400 человек. Также была разработана специальная камера, которую актриса могла держать в руке как телефон. Роль Евы Хэйман исполнила британка Миа Куини.
Серии англоязычные, но сопровождаются субтитрами на иврите.
Помимо Stories в ленте опубликован трейлер, где Ева приглашает подписаться на её аккаунт, в котором она будет делиться случайными мыслями. Также Ева упоминает хэштег для лучших друзей.
Первая запись датируется 13 февраля 1944 года. Ева рассказывает несколько фактов о своей семье и говорит: «Добро пожаловать в мою жизнь». 15 февраля она идет за мороженым, немного позже в этот же день солдаты забирают её кузину-сверстницу в Польшу. Stories подписана: «Впервые за всё время война пришла ко мне домой». В следующих сериях Ева также рассказывает про парня со школы, который ей нравится, показывает, как гуляет с подругами — ведет себя как обычный подросток. Вскоре случается первое столкновение Евы с пособниками нацистов — их визит на работу к дедушке. Они отнимают аптеку, которой он владел, в пользу государства.
Позже Ева видит марширующие нацистские войска по дороге со школы домой. Директор без объяснения причин отменяет занятия. Ева живёт с желтой звездой на груди, отличительным знаком, который по приказу нацистов должны были носить евреи. Ева использует в публикациях хэштег «Жизнь во время войны» и указывает локацию «Гетто».
Instagram Stories Евы заканчиваются чуть позже, чем оригинальный дневник — на первых числах июня и посадке в грузовой поезд до концлагеря. Заключительные Stories проекта рассказывают о смерти Евы Хэйман в газовой камере и представляют белый текст, написанный на чёрном фоне.

## Критика
После запуска проекта в Израиле поднялась волна критики из-за использования так называемой селфи-культуры и её визуального языка (хэштегов, локаций, эмодзи) для передачи ужасов Холокоста, в результате которого погибли шесть миллионов евреев.
В социальных сетях жители Израиля выразили мнение о том, что Instagram-версия дневников Евы Хейман оскорбляет интеллект современных молодых людей. Пользователь Дор Леви писал: «Значение Холокоста снизили до бумеранга в Инстаграме»
Также у аудитории возникли вопросы, каким образом Ева могла заряжать телефон, на который якобы записаны видео, что ставит компетентность авторов проекта под сомнение.
Юваль Мендельсон, израильский музыкант и учитель обществоведения, в своей колонке для газеты Haaretz раскритиковал проект, обвинив его создателей в безвкусице и заявив, что «от „Eva Stories“ короткий путь вниз, ведущий к селфи у ворот Аушвица».
Однако авторы Мати Кохави и Майя объяснили свою позицию выбором самого подходящего, на их взгляд, формата: именно в Instagram сосредоточена большая часть молодого населения. Эта социальная сеть — не только площадка для развлекательного контента, но и для серьёзных проектов, если последние преподнесены с осторожностью и уважением. Авторы утверждают, что для них было важно показать актуальность проблемы на фоне растущего антисемитизма и предрассудков в отношении евреев в разных частях мира.
Представитель Яд Вашем, Израильского мемориального центра Холокоста, заявил, что «использование платформ социальных сетей для почтения памяти жертв Холокоста является законным и эффективным».
Рональд Леопольд, исполнительный директор Anne Frank House также высказался в отношении проекта и подчеркнул, что всякий раз, когда медиа используются для изображения событий Холокоста, в обществе возникают противоречия. Он отметил, что важно делать все возможное, чтобы история была отображена максимально достоверно.